# Sapromyza unizona
Sapromyza unizona är en tvåvingeart som beskrevs av Friedrich Georg Hendel 1908. Sapromyza unizona ingår i släktet Sapromyza och familjen lövflugor. Inga underarter finns listade i Catalogue of Life.